# Mürszilosz
Mürszilosz (egyes források szerint Mürtilosz) (Kr. e. 3. század) ókori görög történetíró.
A leszboszi Methümnából származott, valószínűleg az első Ptolemaioszok idejében élt. „Leszbiaka" és „Hisztorika" című munkákat írt, amelyekből néhány töredék maradt fenn.